# Hickstead

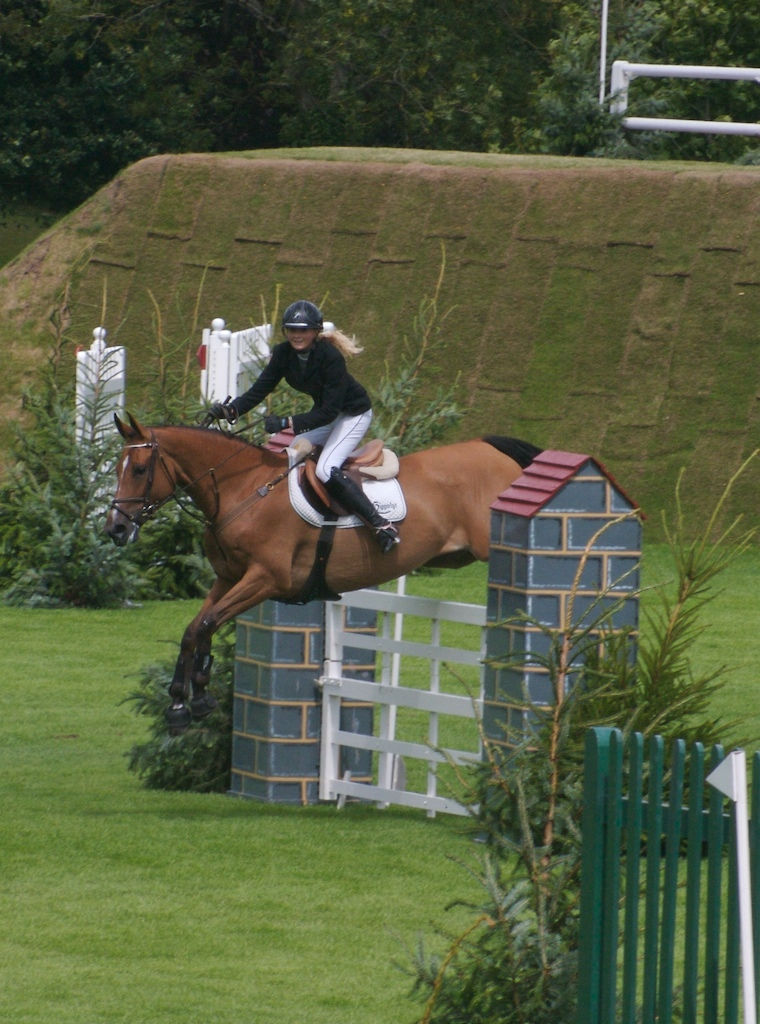
Reiterin und Pferd beim CSIO 5* Royal International Horse Show 2009, im Hintergrund der Derbywall

Der All England Jumping Course bei Hickstead ist der wichtigste Outdoor-Springreitkurs in England. Es liegt im ländlichen West Sussex nahe der Stadt Haywards Heath.
Hickstead wurde von Douglas Bunn mit der Absicht errichtet, einen Kurs zu schaffen, der mit denen in den USA und Europa konkurrieren konnte. Der Kurs wurde 1960 eröffnet und bietet heute Platz für 5 000 Zuschauer.
Hickstead war seitdem der Austragungsort einiger bedeutender Turniere. So wurden 1965 hier die Weltmeisterschaften der Damen und 1974 die Weltmeisterschaften der Herren sowie mehrere Europameisterschaften ausgetragen. Jährlich stattfindende Ereignisse sind das British Jumping Derby und die Royal International Horse Show, letztere ist das Nationenpreisturnier Großbritanniens.
1993 wurde eine Dressur-Arena und ein Dressur-Programm, bekannt als Dressage at Hickstead eingeführt. 1998 war Hickstead Gastgeber der Dressur-Junioren-Europameisterschaft, 2003 Gastgeber der Dressureuropameisterschaft. Im Jahr 2009 wurde Dressage at Hickstead um ein CDI 5* erweitert, das ein Wertungsturnier der World Dressage Masters ist.

## British Jumping Derby
Im Folgenden sind die Sieger des  britischen Jumping Derby aufgelistet.
| Jahr | Reiter                  | Land                   | Pferd                | Ref   |
| ---- | ----------------------- | ---------------------- | -------------------- | ----- |
| 1961 | Seamus Hayes            | Irland                 | Goodbye III          | [ 1 ] |
| 1962 | Pat Smythe              | Vereinigtes Königreich | Flanagan             | [ 1 ] |
| 1963 | Nelson Pessoa           | Brasilien              | Gran Geste           | [ 1 ] |
| 1964 | Seamus Hayes            | Irland                 | Goodbye III          | [ 1 ] |
| 1965 | Nelson Pessoa           | Brasilien              | Gran Geste           | [ 1 ] |
| 1966 | David Broome            | Vereinigtes Königreich | Mister Softee        | [ 1 ] |
| 1967 | Marion Coakes           | Vereinigtes Königreich | Stroller             | [ 1 ] |
| 1968 | Alison Dawes (Westwood) | Vereinigtes Königreich | The Maverick III     | [ 1 ] |
| 1969 | Anneli Drummond-Hay     | Vereinigtes Königreich | Xanthos II           | [ 1 ] |
| 1970 | Harvey Smith            | Vereinigtes Königreich | Mattie Brown         | [ 1 ] |
| 1971 | Harvey Smith            | Vereinigtes Königreich | Mattie Brown         | [ 1 ] |
| 1972 | Hendrik Snoek           | Deutschland            | Shirokko             | [ 1 ] |
| 1973 | Alison Dawes (Westwood) | Vereinigtes Königreich | Mr. Banbury          | [ 1 ] |
| 1974 | Harvey Smith            | Vereinigtes Königreich | Salvador             | [ 1 ] |
| 1975 | Paul Darragh            | Irland                 | Pele                 | [ 1 ] |
| 1976 | Eddie Macken            | Irland                 | Boomerang            | [ 1 ] |
| 1977 | Eddie Macken            | Irland                 | Boomerang            | [ 1 ] |
| 1978 | Eddie Macken            | Irland                 | [ 1 ]                |       |
| 1979 | Eddie Macken            | Irland                 | [ 1 ]                |       |
| 1980 | Michael Whitaker        | Vereinigtes Königreich | Owen Gregory         | [ 1 ] |
| 1981 | Harvey Smith            | Vereinigtes Königreich | Sanyo Video          | [ 1 ] |
| 1982 | Paul Schockemöhle       | Deutschland            | Deister              | [ 1 ] |
| 1983 | John Whitaker           | Vereinigtes Königreich | Ryan’s Son           | [ 1 ] |
| 1984 | John Ledingham          | Irland                 | Gabhran              | [ 1 ] |
| 1985 | Paul Schockemöhle       | Deutschland            | Lorenzo              | [ 1 ] |
| 1986 | Paul Schockemöhle       | Deutschland            | Deister              | [ 1 ] |
| 1987 | Nick Skelton            | Vereinigtes Königreich | J Nick               | [ 1 ] |
| 1988 | Nick Skelton            | Vereinigtes Königreich | Apollo               | [ 1 ] |
| 1989 | Nick Skelton            | Vereinigtes Königreich | Apollo               | [ 1 ] |
| 1990 | Jozsef Turi             | Vereinigtes Königreich | Vital                | [ 1 ] |
| 1991 | Michael Whitaker        | Vereinigtes Königreich | Monsanta             | [ 1 ] |
| 1992 | Michael Whitaker        | Vereinigtes Königreich | Monsanta             | [ 1 ] |
| 1993 | Michael Whitaker        | Vereinigtes Königreich | Monsanta             | [ 1 ] |
| 1994 | John Ledingham          | Irland                 | Kilbaha              | [ 1 ] |
| 1995 | John Ledingham          | Irland                 | Kilbaha              | [ 1 ] |
| 1996 | Nelson Pessoa           | Brasilien              | Loro Piana Vivaldi   | [ 1 ] |
| 1997 | John Popely             | Vereinigtes Königreich | Bluebird             | [ 1 ] |
| 1998 | John Whitaker           | Vereinigtes Königreich | Gammon               | [ 1 ] |
| 1999 | Rob Hoekstra            | Vereinigtes Königreich | Lionel II            | [ 1 ] |
| 2000 | John Whitaker           | Vereinigtes Königreich | Welham               | [ 1 ] |
| 2001 | Peter Charles           | Irland                 | Corrada              | [ 1 ] |
| 2002 | Peter Charles           | Irland                 | Corrada              | [ 1 ] |
| 2003 | Peter Charles           | Irland                 | Corrada              | [ 1 ] |
| 2004 | John Whitaker           | Vereinigtes Königreich | Buddy Bunn           | [ 1 ] |
| 2005 | Ben Maher               | Vereinigtes Königreich | Alfredo II           | [ 1 ] |
| 2006 | William Funnell         | Vereinigtes Königreich | Cortaflex Mondriaan  | [ 1 ] |
| 2007 | Geoff Billington        | Vereinigtes Königreich | Cassabachus          | [ 1 ] |
| 2008 | William Funnell         | Vereinigtes Königreich | Cortaflex Mondriaan  | [ 1 ] |
| 2009 | William Funnell         | Vereinigtes Königreich | Cortaflex Mondriaan  | [ 1 ] |
| 2010 | Guy Williams            | Vereinigtes Königreich | Skip Two Ramiro      | [ 2 ] |
| 2011 | Tina Fletcher           | Vereinigtes Königreich | Promised Land        | [ 3 ] |
| 2012 | Paul Beecher            | Irland                 | Loughnatousa WB      | [ 4 ] |
| 2013 | Phillip Miller          | Vereinigtes Königreich | Caritiar Z           | [ 5 ] |
| 2014 | Trevor Breen            | Irland                 | Adventure De Kannan  | [ 6 ] |
| 2015 | Trevor Breen            | Irland                 | Loughnatousa W B     | [ 1 ] |
| 2016 | William Whitaker        | Vereinigtes Königreich | Glenavadra Brilliant | [ 1 ] |
| 2017 | Nigel Coupe             | Vereinigtes Königreich | Golvers Hill         | [ 1 ] |
| 2018 | William Funnell         | Vereinigtes Königreich | Billy Buckingham     | [ 7 ] |
| 2019 | Michael Pender          | Irland                 | Hearton Du Bois      | [ 8 ] |

2019 wurde Michael Pender der jüngste Sieger in Hickstead und übernahm den Titel von Marion Coakes, die das Derby 1967 mit Stroller gewann. Fünf Reiter konnten das Derby jeweils vier Mal für sich entscheiden – Eddie Macken, Harvey Smith, John Whitaker, Michael Whitaker und William Funnell. 2020 und 2021 wurde das Derby aufgrund der Covid-19-Pandemie nicht ausgetragen.